# Barras (Cumbria)
Pour les articles homonymes, voir Barras.
Barras est un hameau isolé à flanc de colline dans le district d'Eden en Cumbria (Angleterre). Il se situe à environ 4,5 km au sud est de Brough under Stainmore.
- (en) Cet article est partiellement ou en totalité issu de l’article de Wikipédia en anglais intitulé « Barras, Cumbria » (voir la liste des auteurs).